# Monte Calvario, Delstaten Mexiko
Monte Calvario är en ort i Mexiko.   Den ligger i kommunen Tenango del Valle och delstaten Mexiko, i den sydöstra delen av landet, 60 km sydväst om huvudstaden Mexico City. Monte Calvario ligger 2 687 meter över havet och antalet invånare är 1 811.
Terrängen runt Monte Calvario är kuperad åt sydväst, men åt nordost är den platt. Runt Monte Calvario är det tätbefolkat, med 397 invånare per kvadratkilometer. Närmaste större samhälle är Metepec, 17,2 km norr om Monte Calvario. I omgivningarna runt Monte Calvario växer huvudsakligen savannskog.